# Holbæk (gemeente)
Holbæk is een gemeente in de Deense regio Seeland (Sjælland) en telt 70.950 inwoners (2017). Hoofdplaats is de havenstad Holbæk.
Na de herindeling van 2007 werden de gemeentes Jernløse, Svinninge, Tornved en Tølløse bij Holbæk gevoegd.

## Plaatsen in de gemeente
Bybjerg - Tjebberup - Regstrup - Hagested - Hørby - Kirke Eskilstrup - Sønder Jernløse - Kvanløse - Undløse - Udby - Gislinge - Kundby - Ugerløse - Jyderup - Svinninge - Knabstrup - Mørkøv - Stigs Bjergby - Holbæk - Mårsø - Tuse - Arnakke - Store Merløse - Søstrup - Gammel Tølløse - Tølløse - Vipperød

## Zustergemeenten
Holbaek onderhoudt partnerschappen met Dorchester (Groot-Brittannië), Celle (Duitsland), Trelleborg (Zweden) en Quanzhou (China). Daarnaast bestaat er een partnerschap tussen Jernløse en het Duitse Wesenberg.

## Bekende inwoners
- Michael Rasmussen, wielrenner.

Faxe · Greve · Guldborgsund · Holbæk · Kalundborg · Køge · Lejre · Lolland · Næstved · Odsherred · Ringsted · Roskilde · Slagelse · Solrød · Sorø · Stevns · Vordingborg